# 武田秀章
武田 秀章（たけだ ひであき）は、日本の歴史学者・宗教学者。専門は神道、皇室祭祀、近代日本政教関係史。
学位は博士（神道学）（國學院大學・論文博士・1997年）。國學院大學神道文化学部教授。

## 著書

### 単著
- 『維新期天皇祭祀の研究』大明堂、1996年12月。ISBN 4470200441。法蔵館文庫、2024年1月。ISBN 483182660X。電子書籍も刊

### 共著
- 『日本型政教関係の誕生』第一書房、1987年2月。ISBN 4804205241。
- 『國學院黎明期の群像』國學院大學日本文化研究所、1998年3月25日。ISBN 4905853060。
- 『神道人の書』神社新報社、1998年6月。ISBN 4915265781。
- 『「靖国神社への呪縛」を解く』小学館文庫[3]、2003年7月。ISBN 4094057315。
- 『わかりやすい神道の歴史』神社新報社、2005年12月。ISBN 4915265056。
- 『プレステップ神道学』弘文堂、2011年5月。ISBN 9784335000799。